# Castelletto Stura
Castelletto Stura (Castlèt dë Stura in piemontese) è un comune italiano di 1 391 abitanti della provincia di Cuneo in Piemonte.

## Geografia fisica
L'abitato di Castelletto Stura si trova in una posizione pianeggiante, adagiato sul fianco del greto dello Stura di Demonte a 447 metri sul livello del mare, 9 km a valle rispetto al capoluogo di provincia Cuneo, 15 km a monte rispetto alla città di Fossano, raggiungibili attraverso la Strada Provinciale 3. Il paese è inoltre collegato, attraverso un ponte sul fiume Stura di Demonte, alla SS231 e è interessato dal passaggio, nel proprio territorio, dall'Autostrada Asti - Cuneo.
Il territorio in prossimità del fiume Stura di Demonte è parte del Parco Fluviale Gesso e Stura.

## Storia
Il toponimo è composto dal diminutivo di Castello e dal nome del fiume Stura. 
A questo paese, che ha parecchi omonimi in Piemonte, si riferisce sicuramente, data la presenza del determinante, la citazione del 1238 (Castelletus Sturie). Del castello che in origine diede il nome all'abitato rimangono esclusivamente alcune mura situate in prossimità della cappella dedicata a sant'Anna.

### Simboli
Lo stemma è stato concesso con regio decreto dell'8 luglio 1937 e vi è rappresentato un castello turrito, merlato, fondato su una pianura erbosa di verde, attraversata in punta da un fiume d'azzurro. 
Il gonfalone municipale, concesso con RD del 4 settembre 1941, è costituito da un drappo di azzurro.

## Monumenti e luoghi d'interesse

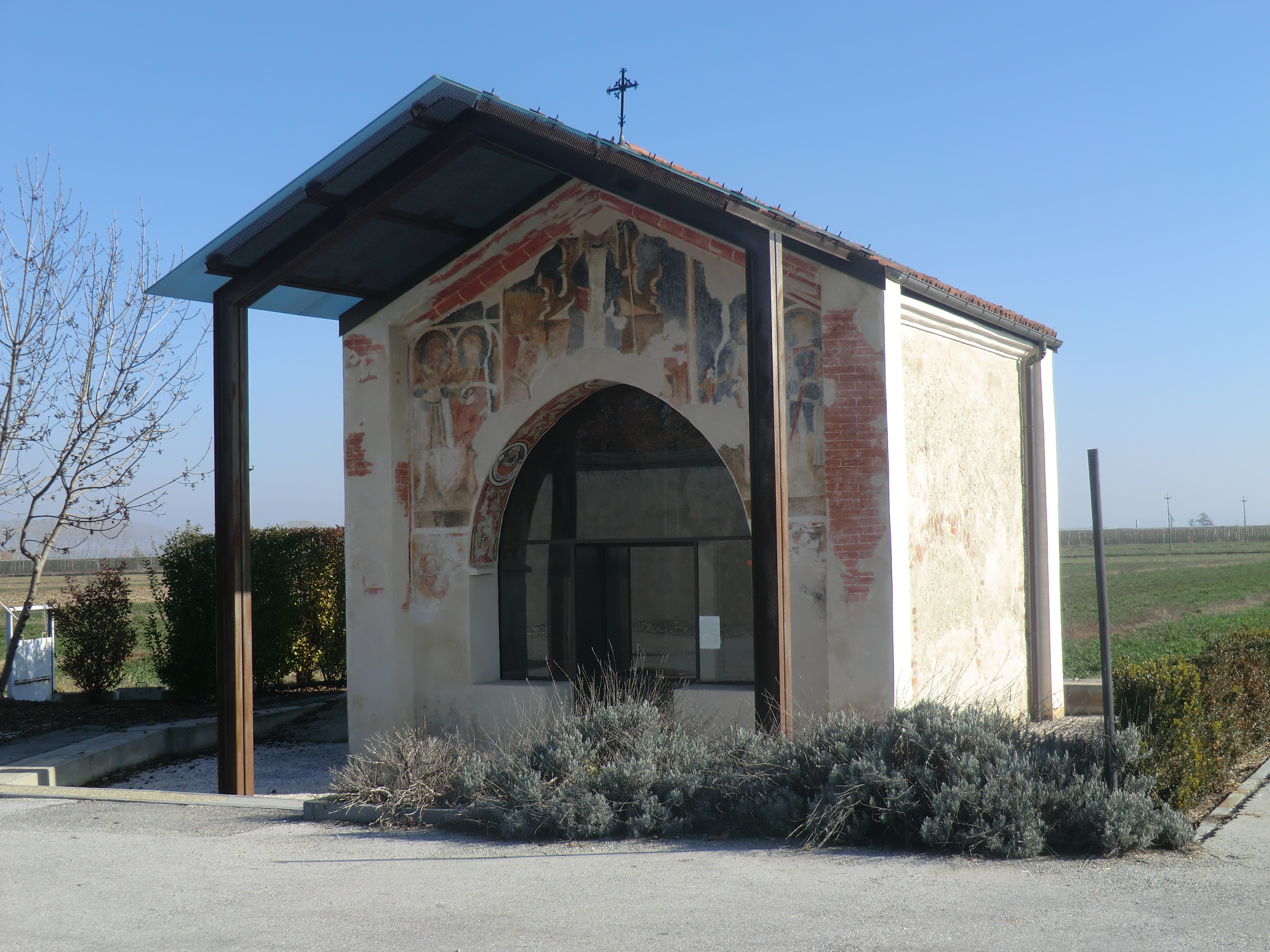
Cappella di San Bernardo

### Cappella di San Bernardo
Nel territorio comunale, sulla strada che porta alla vicina Morozzo (nei prezzi del cimitero), si erge la Cappella di San Bernardo di Mentone. La costruzione, risalente al XV secolo circa, nasconde al suo interno un piccolo tesoro di quella che fu l'arte del periodo nella zona del cuneese. La pianta della chiesetta è rettangolare, tetto e facciata sono a capanna e la struttura è in gran parte affrescata per mano di Giovanni Mazzucco intorno all'anno 1488. La cappella è stata restaurata nei primi anni del XXI secolo.

### Altre architetture religiose
- Chiesa di Maria Vergine Incoronata
- Confraternita di San Sebastiano
- Chiesa di Sant'Anna e San Rocco

## Società

### Evoluzione demografica
Abitanti censiti

### Etnie e minoranze straniere
Secondo i dati Istat al 31 dicembre 2017, i cittadini stranieri residenti a Castelletto Stura sono 97, così suddivisi per nazionalità, elencando per le presenze più significative:
1. Kosovo, 30
2. Romania, 26

## Cultura

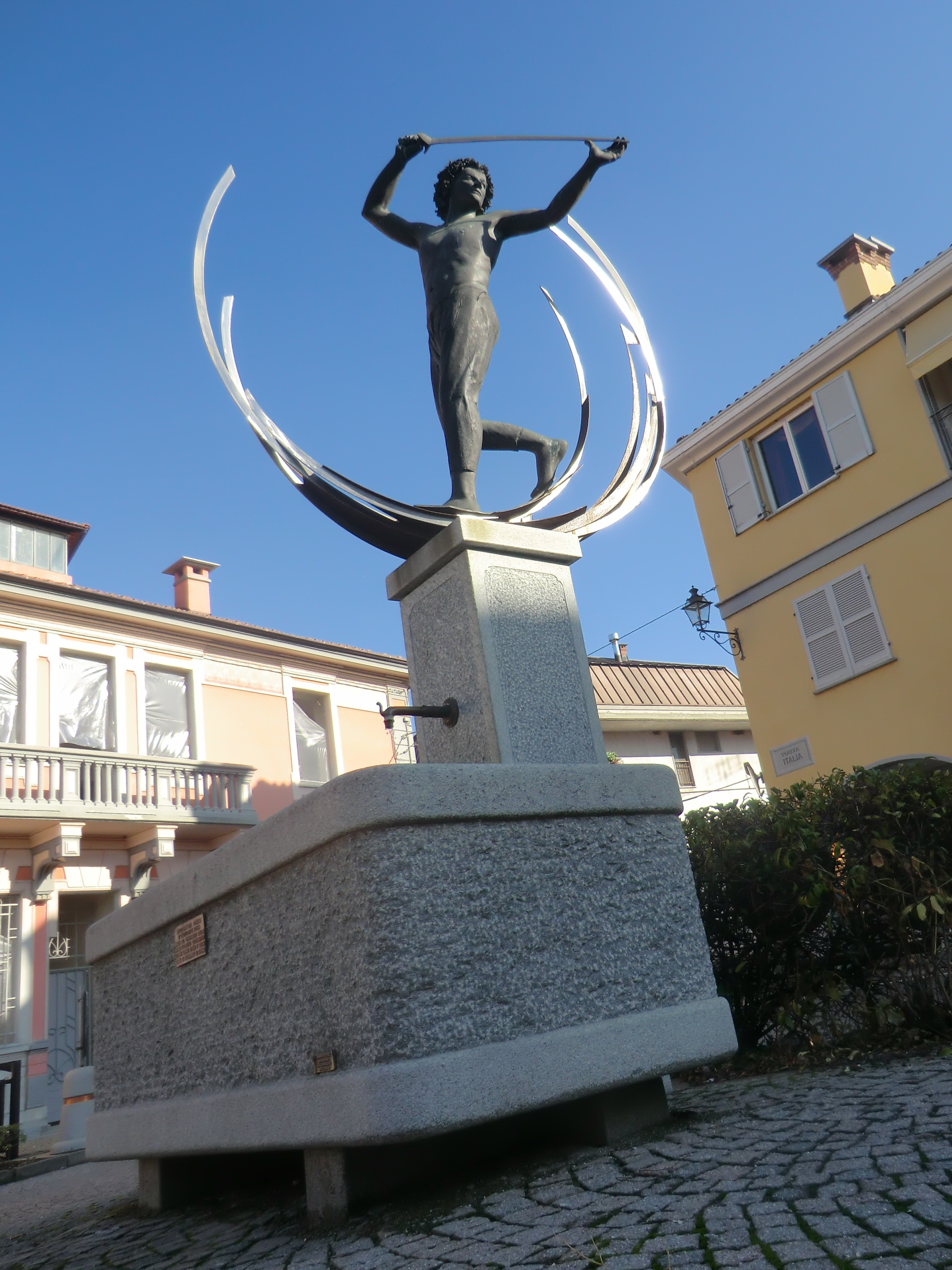
Statua del "bal del sabre"

### Ballo delle spade
Antica danza popolare praticata in paese sin dal medioevo. Nel territorio di Castelletto Stura sino al 1960 si proponeva una vera e propria rievocazione della cacciata dei mori che sbarcati nei pressi di Savona intorno al 1540 si spinsero per far bottino sino al paese cuneese. " I regiment di spiantà "con i suoi 400 figuranti stando alle descrizioni, coreuticamente doveva essere molto simile alla Stacada.
 Il "bal del sabre" oggi viene effettuato nel periodo estivo, solitamente in concomitanza con le celebrazioni per il patrono San Magno, e vede coinvolti dodici giovani in costume che realizzano varie figure di danza formando con le spade una catena continua che si svolge e si riavvolge su se stessa. I protagonisti si dispongono su due file parallele e, sempre uniti dalle spade, attraversano un grande circolo adorno di nastri colorati, infine incrociano le spade formando un cerchio su cui viene innalzato uno di loro. Nella seconda parte della cerimonia, ognuno degli spadonari prende in mano uno dei lunghi nastri colorati che pendono dall'estremità di un palo. Danzando al ritmo del tamburo, con passi in direzioni alternate, i giovani creano un intreccio che riveste il palo; in seguito, girando in senso contrario, sciolgono l'intreccio.
 Dal 2000 in Piazza Italia, centro principale del paese, troneggia una statua che raffigura questo particolare evento realizzata in fusione di bronzo a cera persa, dall'artista Elio Garis.

## Economia

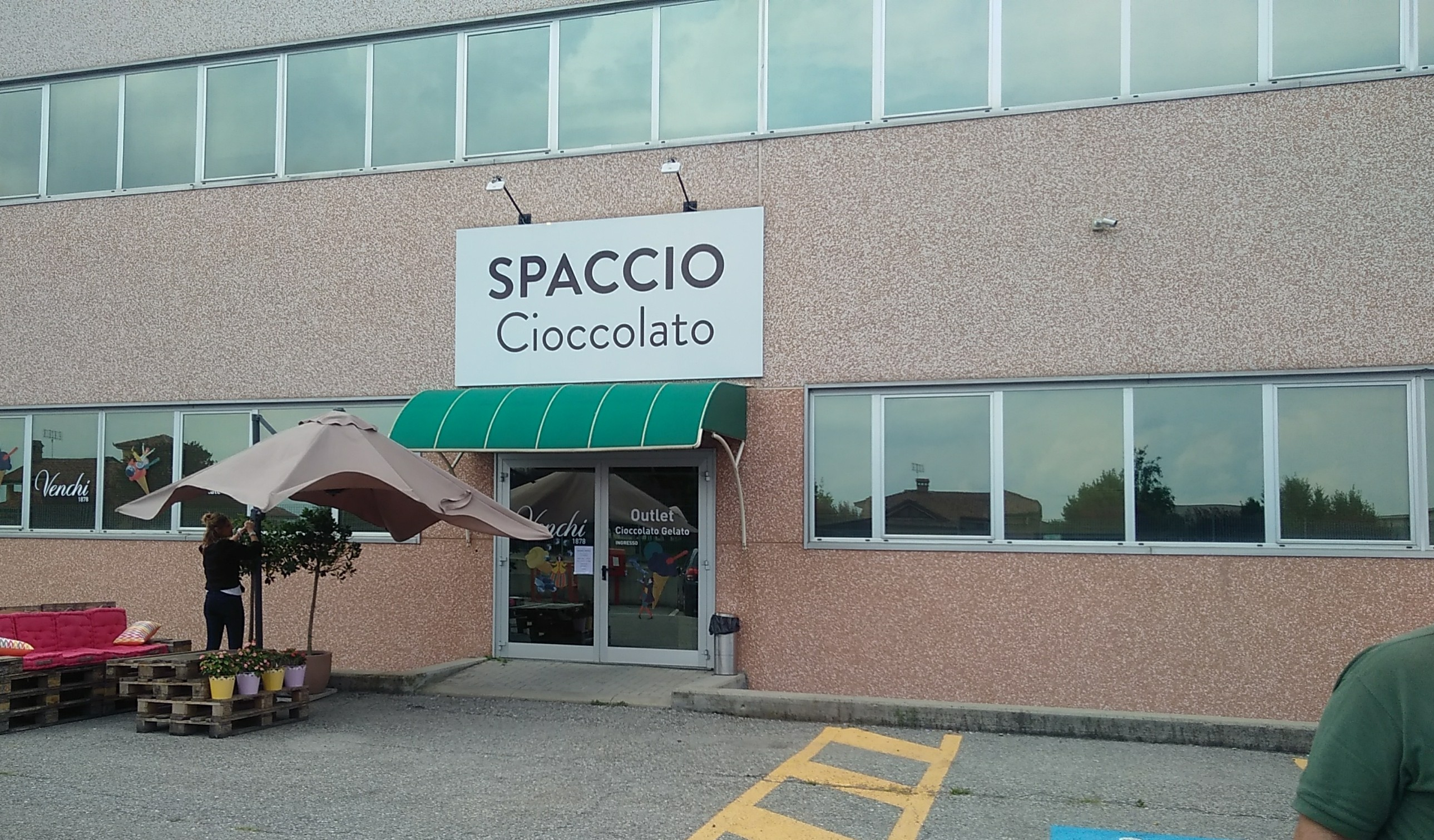
Lo stabilimento Venchi

L'economia del territorio è in prevalenza di stampo agricolo. Sono inoltre presenti nel territorio comunale numerose altre attività agricole, pastorizie e industriali: si va dalla manifattura dei mobili, alla lavorazione dei metalli, dall'allevamento di conigli, polli, suini, bovini, ovini ed equini al confezionamento di prodotti tipici locali, fino alla produzione di cioccolato con la sede dell'azienda Venchi. 

Il territorio di Castelletto Stura è inoltre incluso nel consorzio di tutela e valorizzazione del cappone di Morozzo.

## Infrastrutture e trasporti

### Autobus
Il Comune di Castelletto Stura non è servito da trasporto su ferro, ma solo da linee di trasporto pubblico locale:
- linea 80  - percorso: Cuneo Cap. Stazione FS - Bombonina - Castelletto Stura - Benevagienna - Bra - Alba

In questo modo, il comune è collegato alla città di Cuneo, così da permettere ai cittadini l'accesso agli altri collegamenti offerti dal trasporto pubblico, urbano ed extraurbano, e alla Stazione di Cuneo.

## Amministrazione
Castelletto Stura fa parte dell'Unione dei Comuni "Tanaro, Pesio Stura" insieme ai comuni di Bene Vagienna, Magliano Alpi, Margarita, Morozzo, Narzole, Piozzo e Rocca de Baldi.
L'Unione dei Comuni si propone di agevolare i servizi tra i vari comuni, di offrire nuove opportunità accessibili a tutti e fruibili da tutti e di unire le forze al fine di ottenere risorse finalizzate all'attuazione di idee e progetti per ovviare a bisogni e necessità della comunità con l'ambizioso fine di dare risposte concrete alle esigenze dei propri cittadini.
| Periodo        | Periodo        | Primo cittadino      | Partito      | Carica  | Note   |
| -------------- | -------------- | -------------------- | ------------ | ------- | ------ |
| 14 giugno 1999 | 14 giugno 2004 | Gian Giacomo Allione | Lista civica | Sindaco | [ 9 ]  |
| 14 giugno 2004 | 8 giugno 2009  | Elio Lombardo        | Lista civica | Sindaco | [ 10 ] |
| 8 giugno 2009  | 26 maggio 2014 | Elio Lombardo        | Lista civica | Sindaco | [ 11 ] |
| 26 maggio 2014 | 27 maggio 2019 | Battistino Pecollo   | Lista civica | Sindaco | [ 12 ] |
| 27 maggio 2019 | 10 giugno 2024 | Alessandro Dacomo    | Lista civica | Sindaco | [ 13 ] |
| 10 giugno 2024 | in carica      | Alessandro Dacomo    | Lista civica | Sindaco |        |

## Galleria d'immagini

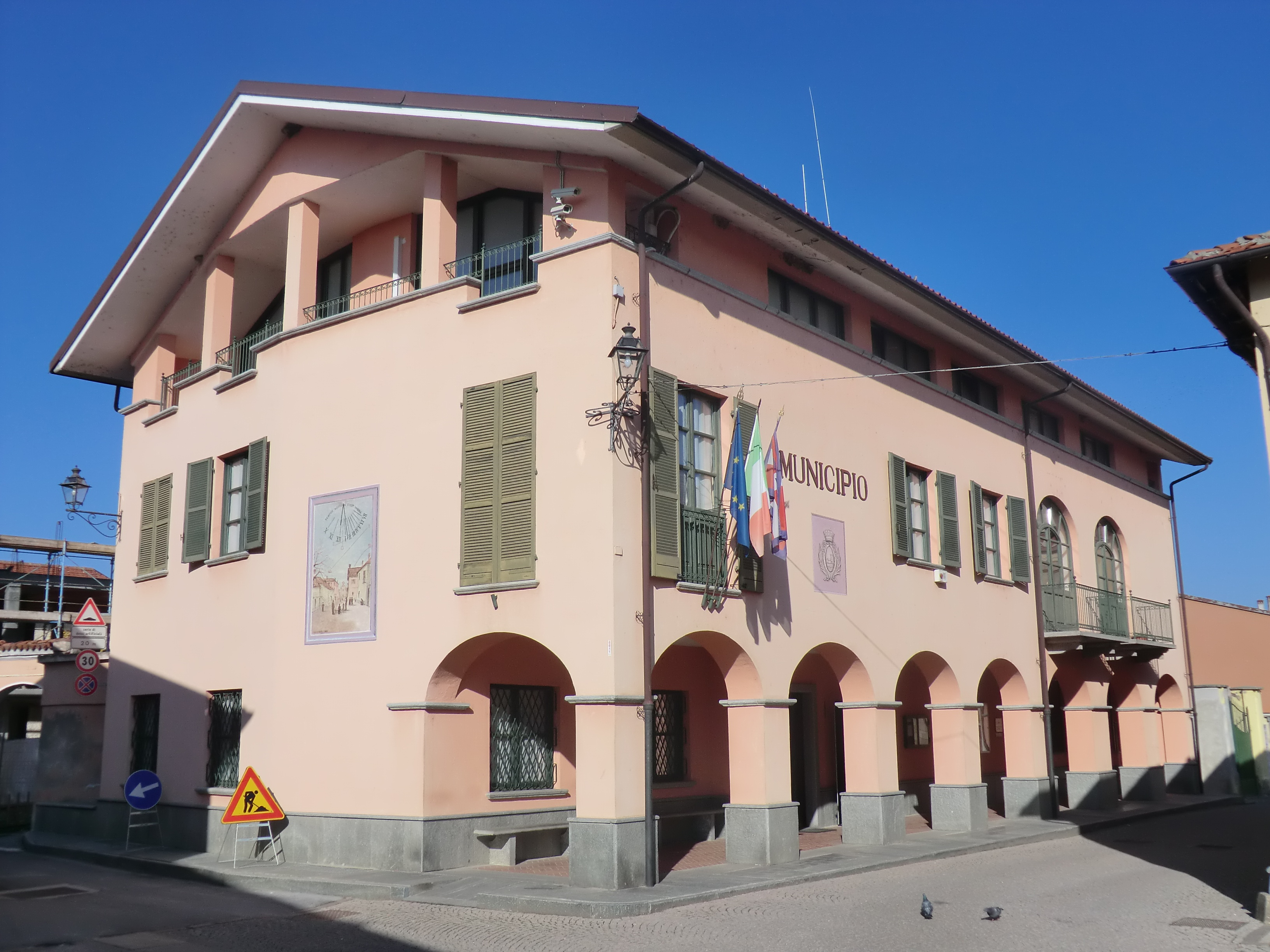
Municipio
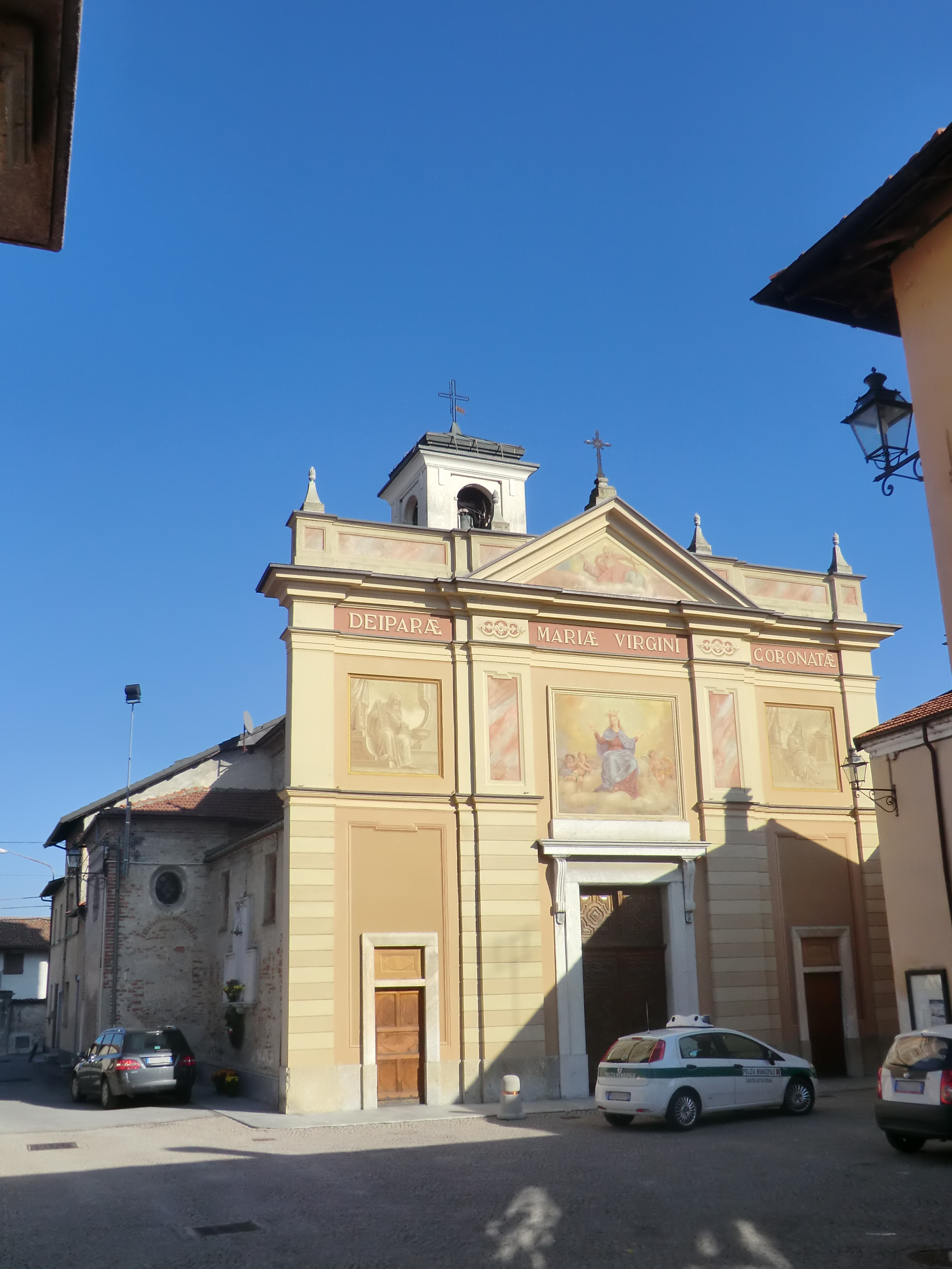
Chiesa parrocchiale di Maria Vergine Incoronata